# Sankt Georgen bei Salzburg
Sankt Georgen bei Salzburg è un comune austriaco di 2 908 abitanti nel distretto di Salzburg-Umgebung, nel Salisburghese.

## Storia

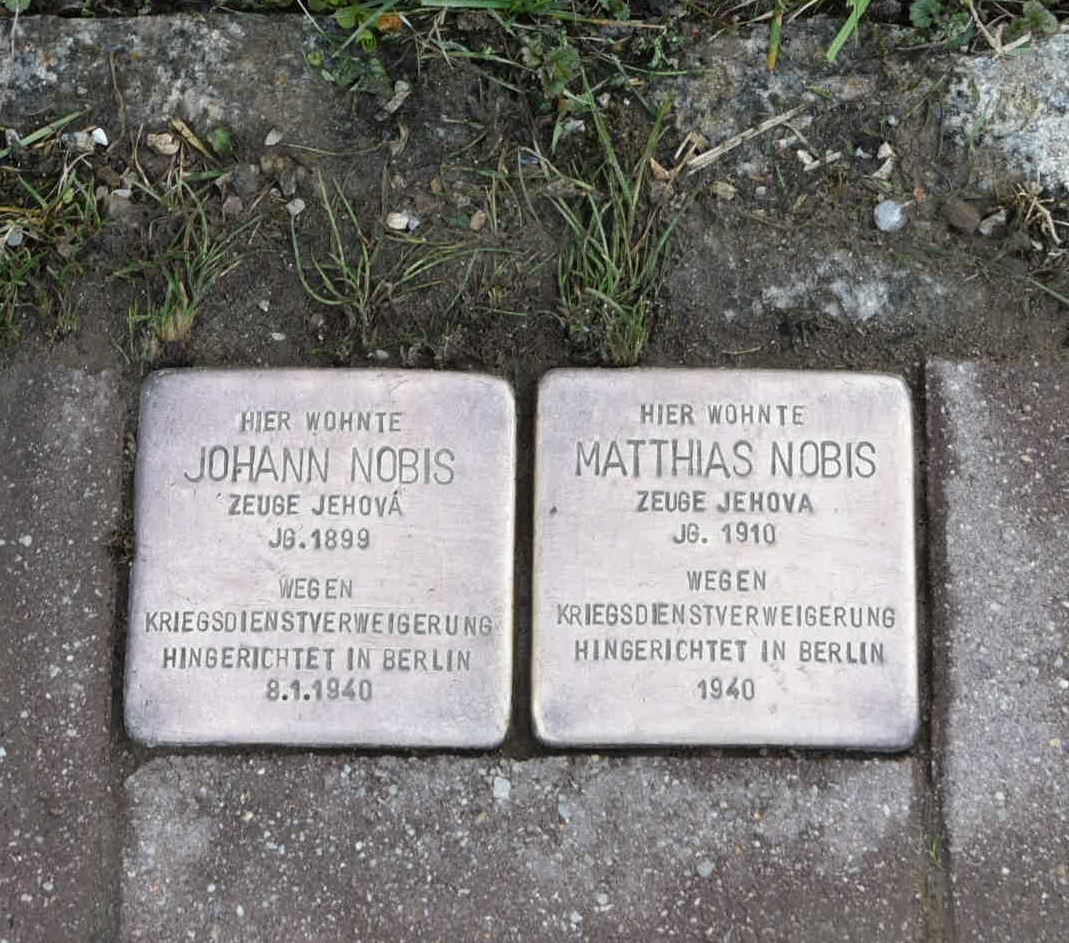
Le pietre d'inciampo per Johann e Matthias Nobis

Il 19 luglio 1997 Sankt Georgen bei Salzburg è stato il primo comune dove Gunter Demnig ha costruito due pietre d'inciampo legali, per commemorare due testimoni di Geova assassinati dai nazionalsocialisti (Johann e Matthias Nobis).
Sankt Georgen bei Salzburg è il paese natale di Andreas Maislinger, fondatore del Gedenkdienst (Servizio civile austriaco per la Memoria della deportazione e della Shoah).